# ISO 3166-2:UM

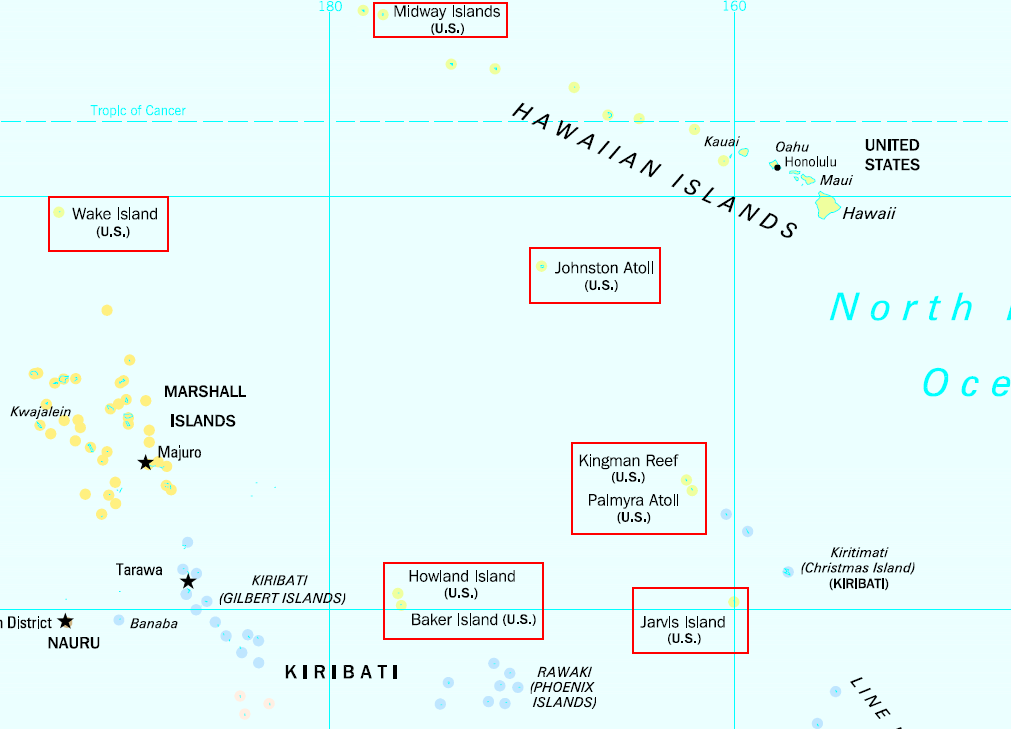
Mapa das Ilhas Menores Distantes dos Estados Unidos.

ISO 3166-2:UM é a entrada para os Ilhas Menores Distantes dos Estados Unidos em ISO 3166-2, parte do padrão ISO 3166 publicado pela Organização Internacional para Padronização (ISO), que define códigos para os nomes das principais subdivisões (por exemplo, províncias ou  estados) de todos os países codificado em ISO 3166-1.
Atualmente para as Ilhas Menores Distantes dos Estados Unidos, Códigos ISO 3166-2 estão definidos para 9 ilhas e grupos de ilhas.
Cada código é constituído por duas partes, separadas por um hífen. A primeira parte é  UM, a ISO 3166-1 alfa-2 Código da Ilhas Menores Distantes dos Estados Unidos. A segunda parte é de dois dígitos, que é o velho FIPS 5-2 código numérico da ilha ou grupo de ilhas.
Como uma área afastada dos Estados Unidos, as Ilhas Menores Distantes dos Estados Unidos são também atribuídos o código ISO 3166-2 US-UM sob a entrada para os Estados Unidos.

## Códigos atuais
Nomes de subdivisões são listados como na norma ISO 3166-2, publicado pela Agência de Manutenção ISO 3166 (ISO 3166/MA).
Clique no botão no cabeçalho para ordenar cada coluna.
| Código | Subdivisão nome   | Subdivisão categoria |
| ------ | ----------------- | -------------------- |
| UM-81  | Ilha Baker        | ilha                 |
| UM-84  | Ilha Howland      | ilha                 |
| UM-86  | Ilha Jarvis       | ilha                 |
| UM-67  | Atol Johnston     | atol                 |
| UM-89  | Recife de Kingman | atol                 |
| UM-71  | Ilhas Midway      | atol                 |
| UM-76  | Ilha Navassa      | ilha                 |
| UM-95  | Atol Palmyra      | atol                 |
| UM-79  | Ilha Wake         | atol                 |